# سرسرخ‌ها
سَرسُرخ‌ها (نام علمی: Rhodocybe) نام یک سرده از تیره قارچ‌های لب‌برگشته است.